# Johann Faber de Heilbronn
Johann Faber de Heilbronn ou Johannes Fabri ou Johannes Faber ou Johann Fabri (Heilbronn, 1504 - Augsburgo, 27 de fevereiro de 1558) foi um monge dominicano e pregador.

## Obras e ideias religiosas
Faber era homem de um vasto conhecimento teológico. Seu zelo Católic para conter a onda de luteranismo na época fez com que entrasse em conflito aberto com muitos líderes eclesiásticos. Foi  autor de uma série de obras, incluindo as seguintes:
- "Quod fides esse possit sine caritate, expositio pia et catholica" (Augsburg, 1548)
- "Testimonium Scripturae et Patrum B. Petrum apostolum Romae fuisse" (Antwerp, 1553)
- "Grundliche und christliche Anzeigungen aus der heiligen Schrift und heiligen Kirchenlehrern was die evangelische Messe sei" (Dillingen, 1558)
- "Enchiridion Bibliorum concionatori in popularibus declamationibus utile" (Cologne, 1568)
- "Precationes Christianae ex sacris litteris et D. Augustino singulario studio concinnatae et selectae" (Cologne, 1586)